# Stefan Grozdanow
Stefan Stojanow Grozdanow (bułg. Стефан Стоянов Грозданов, ur. 13 marca 1946 w Sofii) – bułgarski piłkarz występujący na pozycji obrońcy, trener piłkarski.

## Kariera klubowa
Jako piłkarz występował początkowo w klubach z niższych lig. Najbardziej owocny okres jego kariery sportowej przypadł na lata 1969–1975. Wówczas, jako zawodnik Etyru Wielkie Tyrnowo, zajął czwarte miejsce w lidze w sezonie 1973/74, premiowane startem w Pucharze UEFA. Z europejskich rozgrywek (Puchar UEFA 1974/75) Etyr odpadł jednak już w 1/32 finału, przegrywając (0:0 i 0:3) z Interem Mediolan. Niedługo później Grozdanow zakończył karierę.

## Kariera trenerska
Po zakończeniu kariery piłkarskiej, rozpoczął pracę szkoleniową. Początkowo zatrudniony był jako trener młodzieży, w Lewskim Sofia i cypryjskiej Omonii Nikozja.
Jako szkoleniowiec dorosłej drużyny zadebiutował w rozgrywkach 1989/90, jako opiekun piłkarzy drugoligowego Bdinu Widin. Rok później został trenerem grającego na tym samym poziomie rozgrywek Hebyru Pazardżik, z którym następnie zanotował pierwszy sukces w karierze szkoleniowej: awans do ekstraklasy w sezonie 1990/91. W kolejnych latach trzykrotnie związany był ze Spartakiem Warna. Dwa razy wprowadził ten klub do europejskich pucharów (Puchar Intertoto): w rozgrywkach 1996/97 i 2000/01. W sezonie 1997/98 prowadził Lewskiego Sofia.
Najdłużej, bo aż cztery lata, zatrudniony był w Łokomotiwie Sofia. Zajmował z tym zespołem kolejno szóste, czwarte, trzecie i trzecie miejsce w tabeli ekstraklasy. Trzy razy z rzędu wprowadził go do Pucharu UEFA, jednak za każdym razem Lokomotiw odpadał już po pierwszej rundzie (po porażkach z Feyenoordem i Stade Rennais). Po rozstaniu z Lokomotiwem krótko pracował w Pirinie 1922 Błagojewgrad i FK Montanie.